# Diplusodon bradei
Diplusodon bradei är en fackelblomsväxtart som beskrevs av Pilger. Diplusodon bradei ingår i släktet Diplusodon och familjen fackelblomsväxter. Inga underarter finns listade i Catalogue of Life.